# Ухтпечлаг

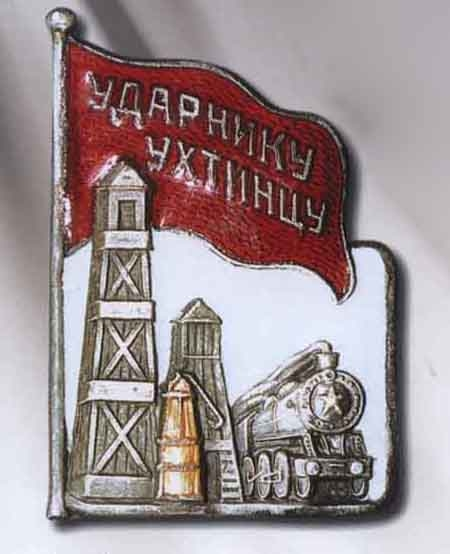
Нагрудный знак «Ударнику-ухтинцу»

Ухтпечла́г (Ухти́нско-Печо́рский исправи́тельно-трудово́й ла́герь, УПИТЛа́г) — подразделение, входившее в структуру ГУЛАГа ОГПУ (в дальнейшем ГУЛАГ НКВД СССР).

## История
Создан 6 июня 1931 года на базе Ухтинской экспедиции ОГПУ (Коми АО) в результате реорганизации Управления северных лагерей ОГПУ особого назначения (УСЕВЛОН, УСЛОН, СЕВЛОН) в 1931 году согласно приказу ГУЛАГа ОГПУ № 25 от 28 мая 1931 года. На протяжении всей истории лагеря его начальником был Яков Моисеевич Мороз, в 1936 году получивший звание старшего майора госбезопасности.
В июле 1931 года Управление Ухтпечлага разместили в Чибью (с 1939 года — Ухта), в состав которого входили 5 лагерных отделений; в самом Чибью находился 1-й отдельный лагерный пункт (1-й промысел, или 1-й ОЛП).
27 октября 1936 года в Ухтпечлаге началась массовая голодовка протеста политзаключённых, осуждённых за «контрреволюционную троцкистскую деятельность». В течение 132 дней голодающие требовали отделения политзаключённых от уголовников, нормального питания, условий труда в соответствии с КЗоТом, обеспечения действительной медицинской помощи политзаключённым, срочного вывоза тяжело больных в нормальные климатические условия
Летом 1937 года в лагере находились 6890 заключённых.
Во второй половине 1937 года были закрыты все газеты Ухтпечлага («Северный горняк», «Вышка», «На страже», «На вахте», «На верфи», «Тракт») и журнал «Недра Советского Союза».

## Кашкетинские расстрелы
С 1 марта 1938 года начались массовые казни политических заключённых Ухтпечлага в районе реки Юн-Яга. Карательной операцией руководил помощник начальника
II отделения III отдела ГУЛАГа лейтенант Ефим Иосифович Кашкетин (1905 — 1940). По данным Ухто-Печорского отделения общества «Мемориал», основанным на рассекреченных архивных данных, в 1937—1938 годах было расстреляно: в посёлке Чибью — 86 заключённых, в районе реки Ухтарки — 1779. Всего за эти 2 года казнено различными способами (без умерших от голода и болезней) 2519 человек.
Такое большое число заключённых нельзя было быстро уничтожить «обычным способом», и поэтому пошли на хитрость — инсценировали пеший переход в другой лагерь и затем открыли пулемётный огонь из засады. Затем живых добивали из револьверов. Эти события стали известны среди заключённых как «кашкетинские расстрелы».

## Численность
На момент закрытия:
- согласно данным справочника «Система исправительно-трудовых лагерей в СССР» — 54 792 человека
- согласно данным книги Альгирдаса Шеренаса «Воркутинские лагеря смерти», глава «Сталинские лагеря Коми АССР» — около 90 000 человек.

## Производство
Для организации работ и выполнения задач, поставленных Постановлением СТО № 1423/423сс от 16 ноября 1932 года, был организован Ухто-Печорский трест ОГПУ. 

Основное направление работ — разведка и добыча нефти, угля, асфальтита, радия в Ухтинско-Печорском бассейне.

## Закрытие
Ухтпечлаг был закрыт 10 мая 1938 года.
На его базе созданы 4 ИТЛ:
- Воркутинский (Воркутлаг);
- Ухто-Ижемский (Ухтижемлаг, Ухтоижемлаг);
- Северный железнодорожный (Севжелдорлаг, Севжелдорстрой);
- Устьвымский (Устьвымлаг)